# Myxine jespersenae
Myxine jespersenae – gatunek bezszczękowca z rodziny śluzicowatych (Myxinidae).

## Zasięg występowania
Płn.-wsch. Atlantyk, od Cieśniny Davisa, płd. Grenlandii i Cieśniny Duńskiej na płn. po Grzbiet Reykjanes i Islandię na płd.

## Cechy morfologiczne
Osiąga max. 49,8 cm długości całkowitej.
Ciało wydłużone, na wysokości otworu odbytowego wysokość wynosi 2,9–4,3% długości całkowitej. Płetwa brzuszna sięga do 10% długości ciała; płetwa ogonowa sięga do 7% długości ciała. 6 par worków skrzelowych. Gruczoły śluzowe: przedskrzelowe 28–37, tułowiowe 65–74, ogonowe 11–15, razem 107–121.
Ubarwienie szaro-brązowe, ubarwienie głowy białawe, przedłużające się wąskim paskiem ku tyłowi. Okolice wylotów worków skrzelowych, gruczołów śluzowych oraz odbytu białawe.

## Biologia i ekologia
Występuje na głębokości ok. 752–1556 m, w wodzie o temp. 4–5 °C, na dnie mulistym, często wspólnie z śluzicą pospolita.
Ziarenka ikry eliptyczne o wymiarach 23,6 x 8,5 mm bez włókien kotwiczących.